# Palòn de la Mare
Palòn de la Mare – szczyt w Masywie Ortleru, w Alpach Retyckich. Leży on na granicy między dwiema włoskimi prowincjami Sondrio i Trydent.
Pierwszego wejścia, 10 września 1867 r., dokonali austriaccy wspinacze Julius Payer, Johann Pinggera oraz włoski przewodnik Antonio Chiesa.